# Merede
Merede é um personagem bíblico, que era da tribo de Judá e marido de Bitia, filha do Faraó.
As tradições judaicas identificam Merede com Calebe, e sua esposa Bitia com a princesa que resgatou Moisés do rio.

## Na mídia
No filme de 1956 Os Dez Mandamentos, Merede é mostrado como um homem admirável, forte, sábio, gentil e compassivo.  Ele se junta a Moisés ao receber Bitia na casa de Moisés durante a noite da última praga do Egito.[carece de fontes?]